# Zwaluwstaartverbinding

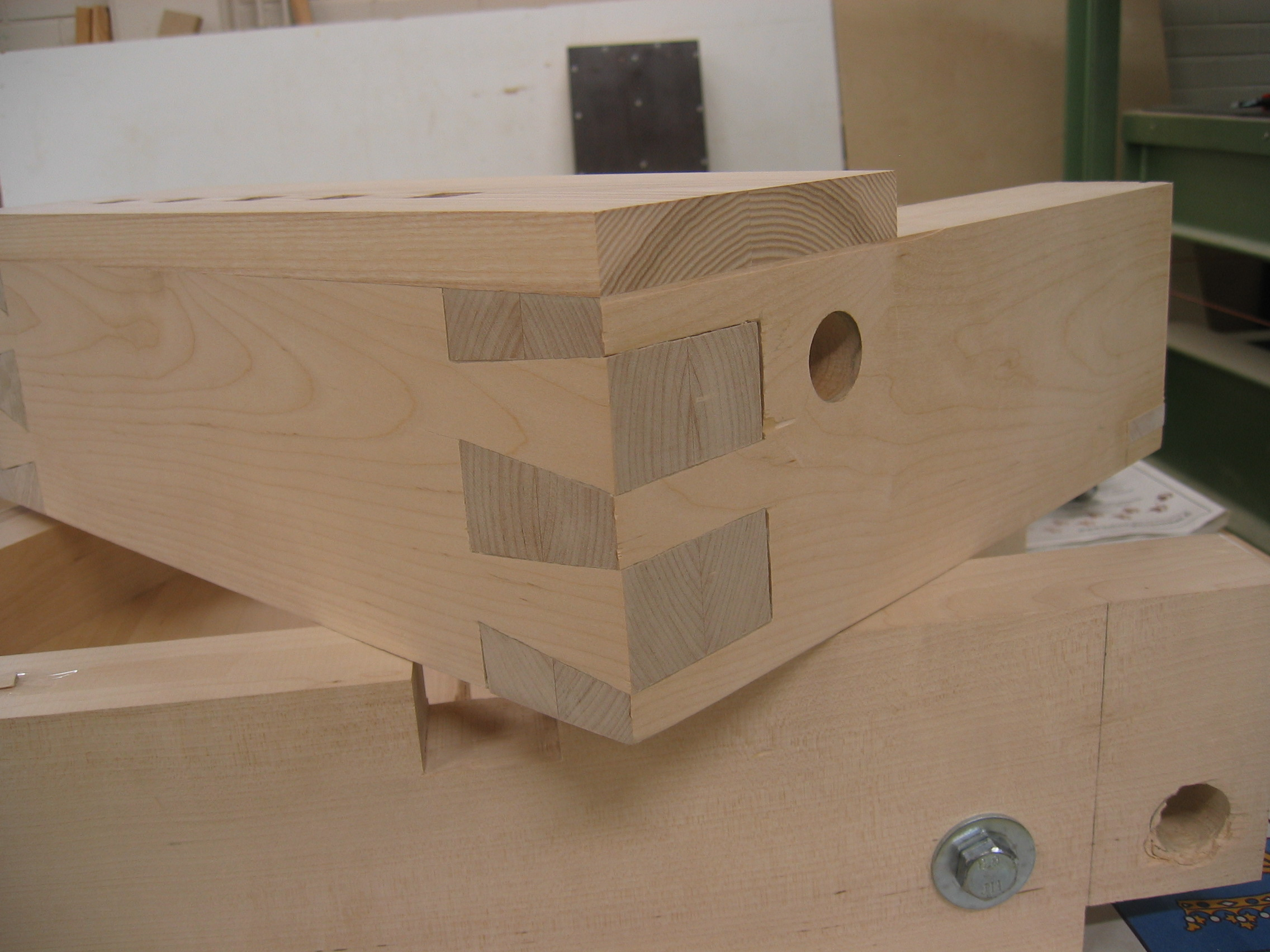
Zwaluwstaartverbinding

Een zwaluwstaartverbinding, soms afgekort als zwaluwverbinding, is een houtverbinding die bestaat uit een constructie die aan een zwaluwstaart doet denken.

## In de houtsector
Er zijn  freesmachines om de verbindingen in het hout van de beide onderdelen aan te brengen. Dat kan eventueel ook met een zaag en een beitel, maar het gaat met een frees sneller en nauwkeuriger. Een zwaluwstaartvormig deel moet precies in een zwaluwstaartvormige ruimte passen. Het is een verbinding die iedere leerlingmeubelmaker moet leren. 
Het karakteristieke van deze verbinding is dat ze trekkrachten kan opnemen. Hoewel het belang van deze verbinding door de huidige krachtige houtlijmen is verminderd, is het een zeer sterke verbinding die veel belasting kan hebben. Deze wordt daarom voornamelijk gebruikt voor verbindingen waar een grote trekkracht op voorkomt, zoals bij de hoekverbinding bij gereedschapkisten.
Er bestaat behalve de gewone zwaluwstaartverbinding ook een verdekte zwaluwstaart. Zo mogelijk nog complexer, maar volgens de klassieke opvatting mooier, die stelt dat de kopse kant van het hout onzichtbaar hoort te zijn in een zorgvuldig afgewerkt meubelstuk, zoals bij de voorkant van een lade. 

## In de metaalsector
Zoals de zwaluwstaartverbinding bestaat als houtverbinding, bestaat zwaluwstaartverbinding ook in de metaalsector.
Een zwaluwstaart bestaat uit twee delen: 
1. de zwaluwstaartslede
2. de zwaluwstaartgroef

Deze twee delen samen noemen we een zwaluwstaartgeleiding. Deze geleiding zorgt ervoor dat bijvoorbeeld een machineonderdeel slechts in één richting kan verschuiven. Er zijn ook zwaluwstaartverbindingen waarbij de zwaluwstaart taps loopt en de verbinding helemaal niet kan bewegen en in elke richting krachten en momenten kan opnemen. De verbinding wordt dan in een richting waarbij de zwaluwstaart in elkaar wordt geschoven met een pen geblokkeerd.

## Afbeeldingen

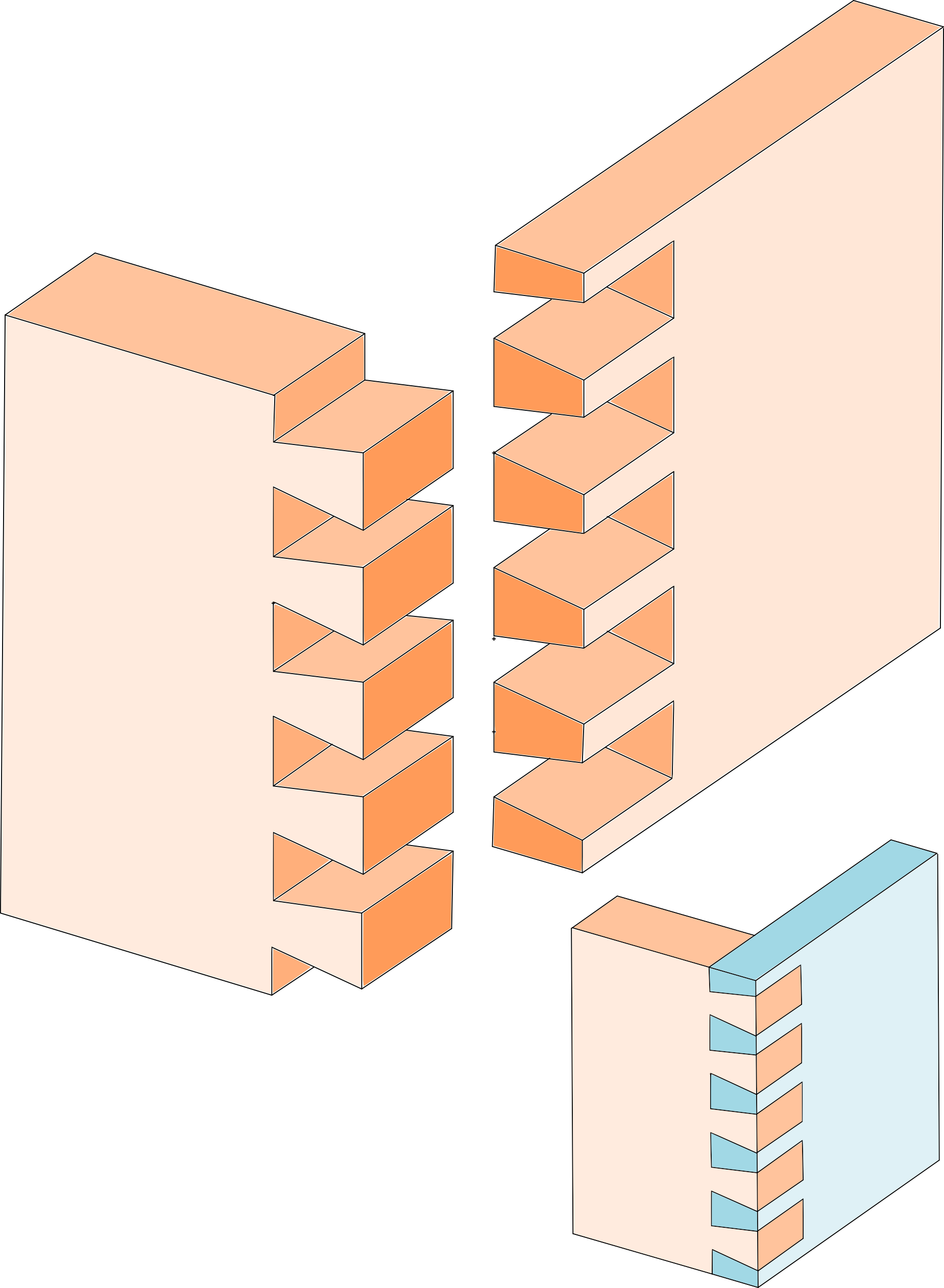
Zwaluwstaartverbinding, als twee losse delen en samengevoegd
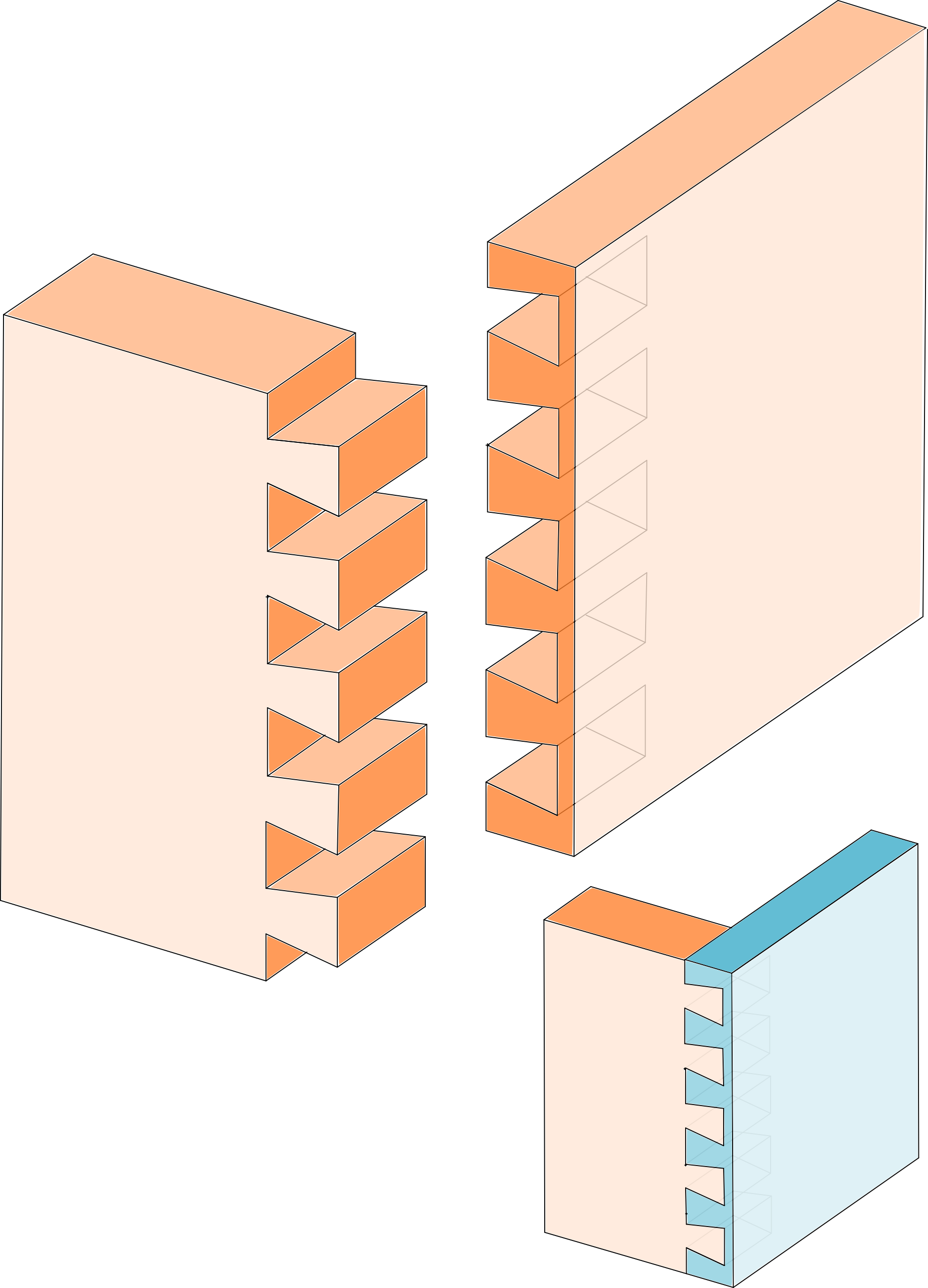
Verdekte zwaluwstaartverbinding, het rechter deel als een ladefront
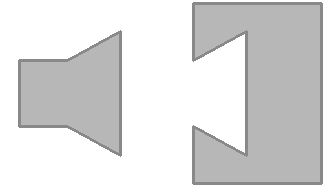
Werking